# Walter Prager
Walter Prager född 2 april 1910, död 1984 var en schweizisk alpin skidåkare.
Prager blev den första världsmästaren i störtlopp när han vann guldmedaljen i Världsmästerskapen i alpin skidsport 1931 i Mürren.